# Brachyodon
Brachyodon là một chi rêu trong họ Seligeriaceae.